# Letališče Širak
Letališče Širak (armensko Շիրակ Միջազգային Oդանավակայան, (IATA: LWN, ICAO: UDSG)) je mednarodno letališče, ki služi mestu Gjumri in provinci Širak v Armeniji. Nahaja se približno 5 km od središča Gjumrija. Letališče je bilo odprto leta 1961 in je drugo največje letališče v državi, po mednarodnem letališču Zvartnoc v Erevanu.

## Zgodovina
Letališki terminal sta leta 1982 zgradila arhitekta Levon Christophorian in Ruben Asratyan. Po potresu leta 1988 je letališče ostalo večinoma nedelujoče in praktično neuporabljeno, dokler ni bilo delno obnovljeno leta 2004. V začetku leta 2006 je Armenija občutila pomembnost drugega letališča, ko so zaradi neugodnih vremenskih razmer morali veliko letov preusmerili z erevanskega mednarodnega letališča Zvartnoc na letališče Širak v Gjumriju. Novi radarski sistemi, ki omogočajo identifikacijo letal v radiju 400 km, so bili nameščeni leta 2006. Leta 2007 je bila vzletno-pristajalna steza v večjem delu prenovljena in popolnoma asfaltirana. Od takrat je bil nameščen nov finski sistem svetlobnih signalov IDMAN, na izvozu so bila izvedena popravila in uvožene so bile posebne tehnike za oskrbo tal. Leta 2007 je Glavni oddelek za civilno letalstvo armenske vlade letališču podelil ICAO letališko licenco prvega razreda. Trenutno se gradi nova dvorana za prihode, ki naj bi se odprla do junija 2021.

## Pregled
Vzletno-pristajalna steza 02 je opremljena z ILS CAT I, ki omogoča letenje pri nizki višini (60 metrov) in vidljivosti (800 metrov). Letališče je opremljeno tudi z novim stolpom za kontrolo zračnega prometa in novo kotlovnico, ki je bila zgrajena v okviru projekta obnove. Letališče ima brezcarinsko prodajalno trgovca Dufry.

## Letalske družbe in destinacije
| Letalske družbe   | Destinacije                                             |
| ----------------- | ------------------------------------------------------- |
| Azimuth           | Redni leti: Rostov-on-Don                               |
| Nordwind Airlines | Redni leti: Moskva–Šeremetjevo                          |
| Pobeda            | Moskva–Vnukovo                                          |
| Ryanair           | Redni leti: Atene (prekinjeno), Memmingen(prekinjeno)   |
| Ural Airlines     | Redni leti: Krasnodar, Moscow-Domodedovo, Rostov-on-Don |

## Statistika
Glejte vir poizvedbe v Wikipodatkih in vire.
| Leto                                    | 2005   | 2006   | 2007   | 2008   | 2016   | 2017    | 2018    | 2019    |
| --------------------------------------- | ------ | ------ | ------ | ------ | ------ | ------- | ------- | ------- |
| Odhodni potniški promet                 | 18.800 | 24.011 | 11.339 | 12.911 | 6593   | 52.828  | 83.574  | 74.103  |
| Prihodni potniški promet                | 27.300 | 22.399 | 7291   | 9357   | 5828   | 52.836  | 82.372  | 73.433  |
| Skupni potniški promet                  | 46.100 | 46.410 | 18.630 | 22.268 | 12.421 | 105.664 | 165.946 | 147.536 |
| Izvoženi tovor (tone)                   | 20     | 3.1    | N/A    | 2.0    | 4      | 1.3     | 0.3     | N/A     |
| Uvoženi tovor (tone)                    | 126    | 15     | 6.2    | 62.6   | 0.2    | 1       | 0.3     | N/A     |
| Skupni tovor (tone)                     | 146    | 18.1   | 6.2    | 64.5   | 4.2    | 2.3     | 0.6     | N/A     |
| Letalski premiki (vzleti ali pristanki) | 472    | 355    | 166    | 144    | 54     | 372     | 488     | 453     |